# Cryptandra amara
Cryptandra amara är en brakvedsväxtart som beskrevs av James Edward Smith. Cryptandra amara ingår i släktet Cryptandra och familjen brakvedsväxter.

## Underarter
Arten delas in i följande underarter:
- C. a. floribunda
- C. a. glabrescens
- C. a. longiflora

## Bildgalleri

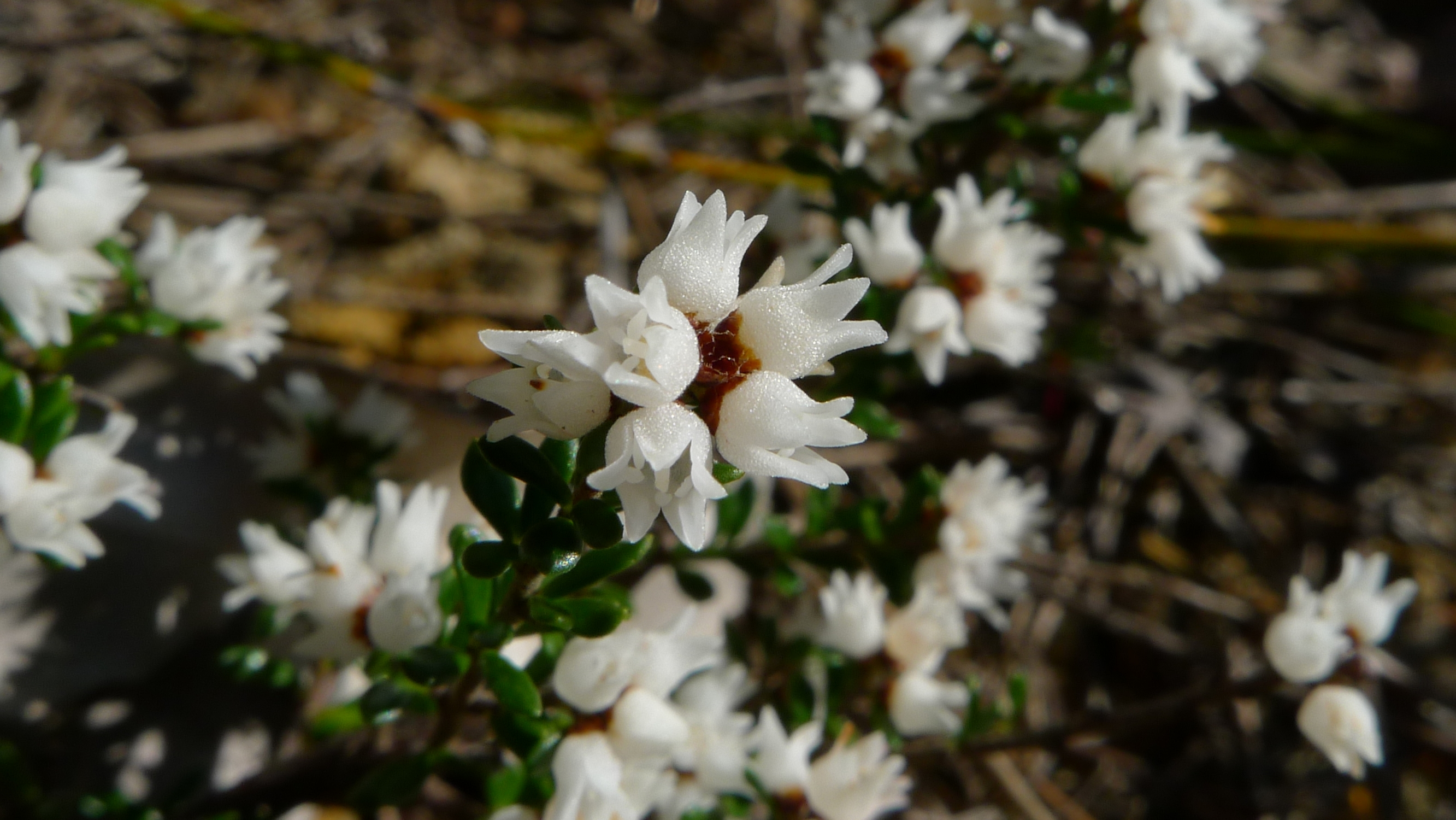